# Прін-ам-Кімзе
Прін-ам-Кімзе (нім. Prien am Chiemsee) — громада в Німеччині, розташована в землі Баварія. Підпорядковується адміністративному округу Верхня Баварія. Входить до складу району Розенгайм.
Площа — 20,69 км2. Населення становить 10 872 ос. (станом на 31 грудня 2020).